# Mariä Himmelfahrt (Talheim)

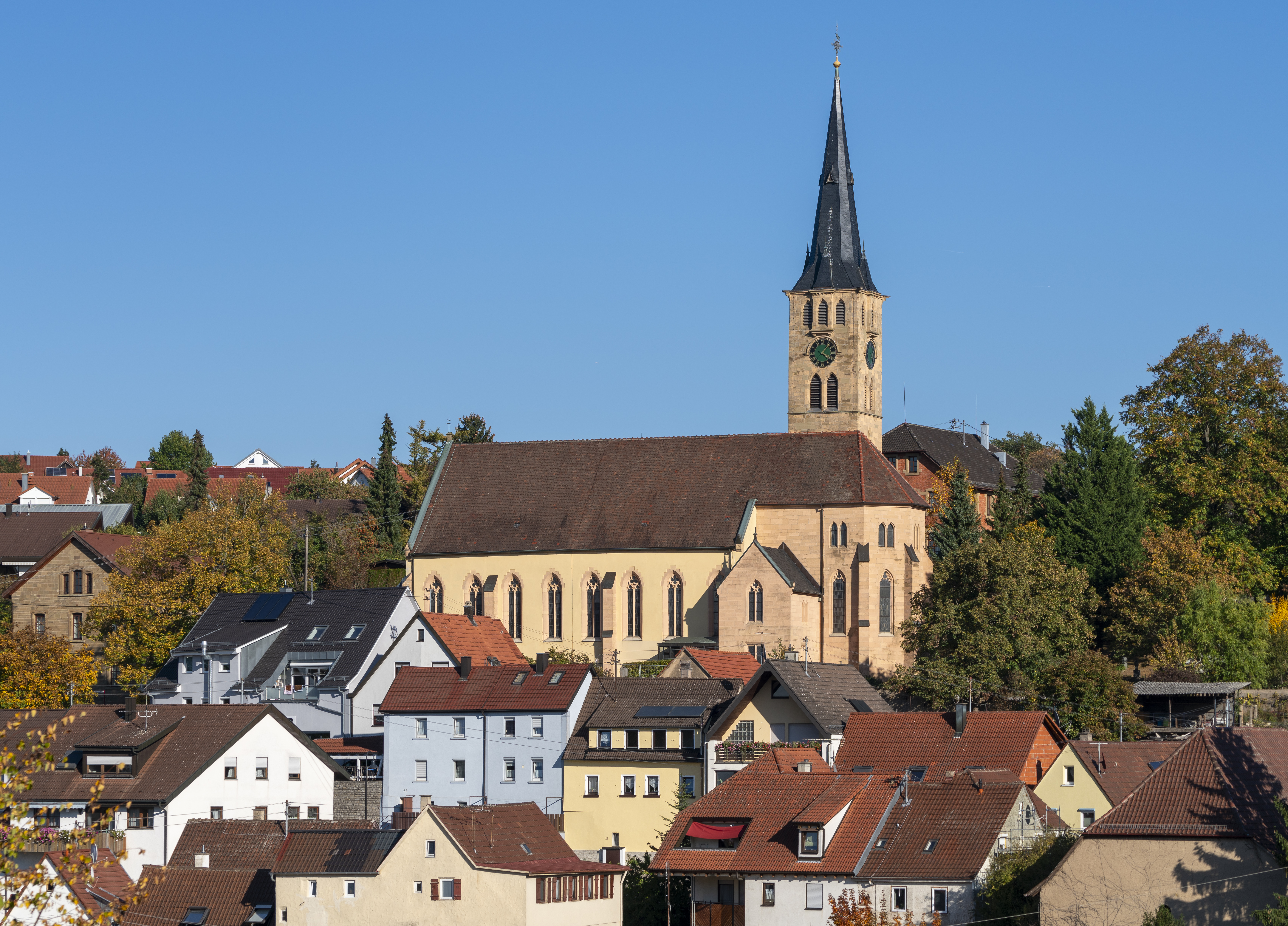
Kirche Mariä Himmelfahrt in Talheim

Die Kirche Mariä Himmelfahrt an der Untergruppenbacher Straße in Talheim im Landkreis Heilbronn im nördlichen Baden-Württemberg ist eine römisch-katholische Wallfahrtskirche, die 1886/87 auf den Grundmauern des Lyherschlösschens im Stil der Neogotik nach Entwürfen des Stuttgarter Oberbaurats Josef Morlock errichtet wurde.

## Geschichte

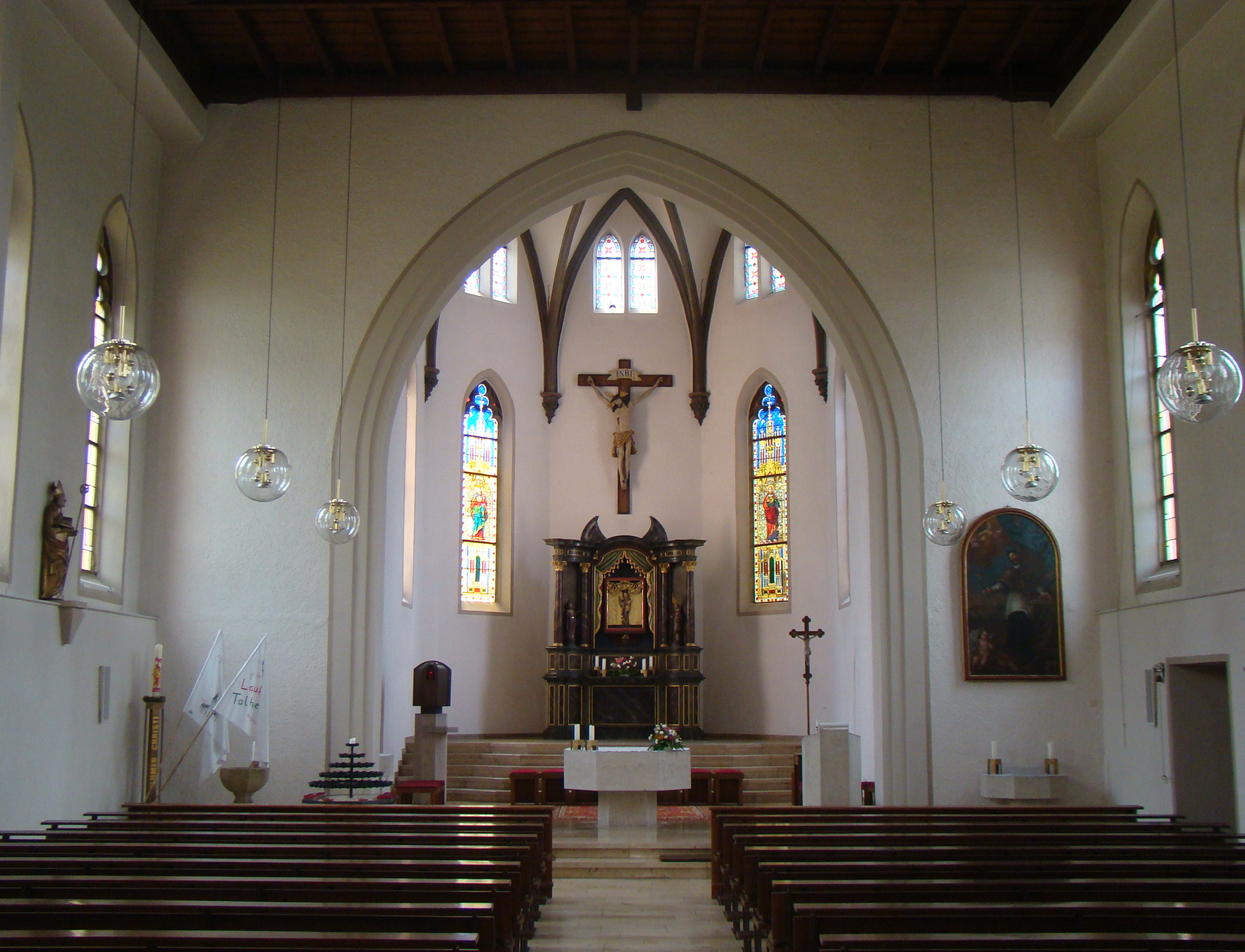
Blick zum Chor

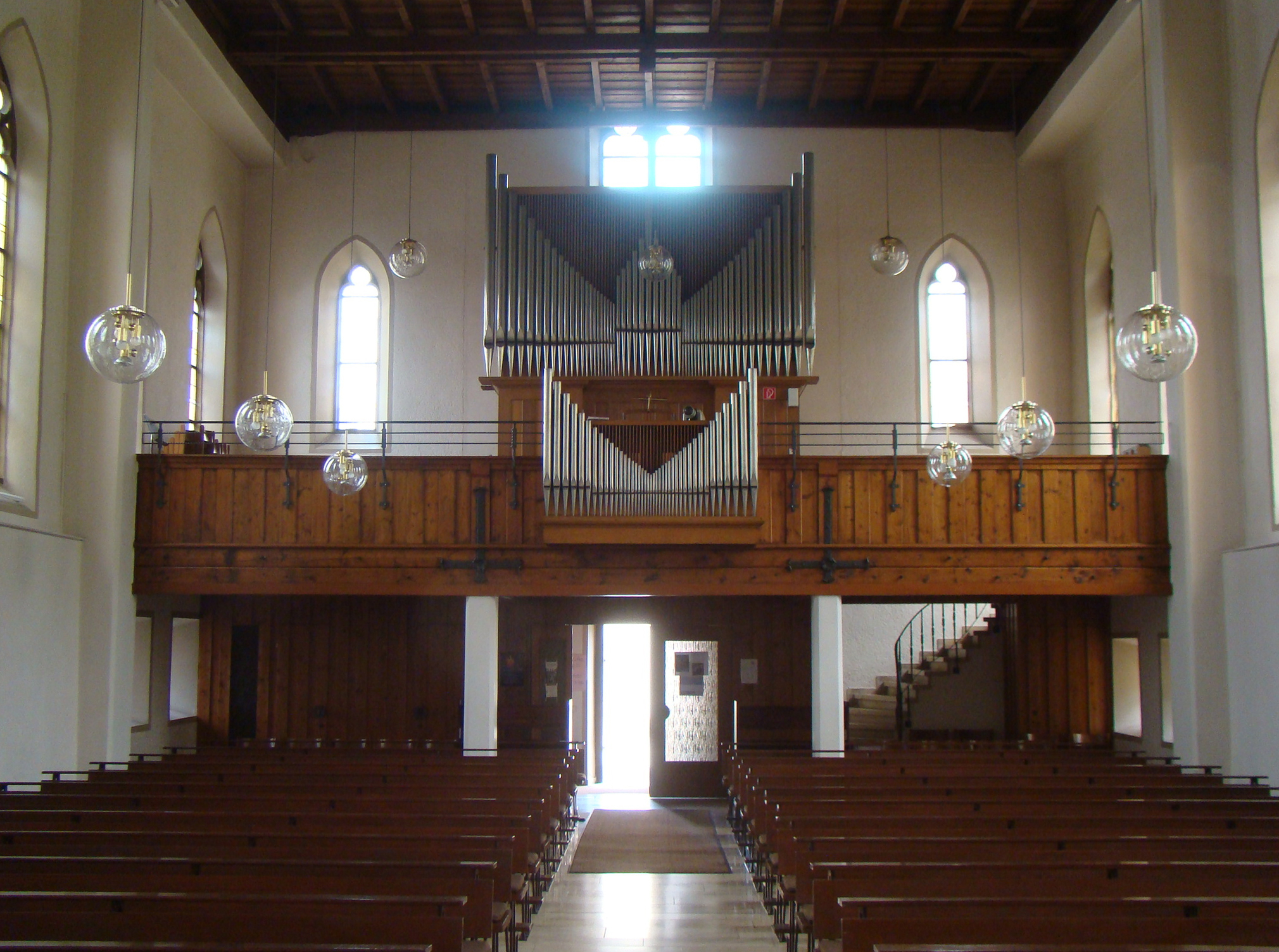
Blick zur Orgelempore

Die älteste Kirche in Talheim ist die Kilianskirche, zu der bereits im 15. Jahrhundert Wallfahrten stattfanden, die jedoch im Zuge der Reformation evangelisch wurde. Ab 1628 versuchte der Deutsche Orden mehrfach, die Kontrolle über die protestantische Kilianskirche zu erlangen. Die Kilianskirche blieb seit 1649 jedoch evangelisch, so dass der Orden 1659 im Oberstock des Lyherschlösschens, eines einstigen Herrensitzes der Patrizierfamilie Lyher, eine katholische Kapelle errichtete und diese im Laufe der Zeit mehrfach vergrößerte. Im Untergeschoss des Lyherschlösschens befand sich die katholische Schule. Im Jahre 1665 erfolgte die Bestellung eines Lehrers, der der katholischen Religionsgemeinschaft angehörte, und im Folgejahr gab es katholische Prozessionen im Dorf.
Die katholische Gemeinde in Talheim war zunächst Filialgemeinde von Sontheim. 1823 wurde eine eigene Pfarrei errichtet, wobei der Pfarrer zunächst in einem Haus in der Bergstraße unterkam. 1863 wurde ein neues Pfarrhaus beim Lyherschlösschen erbaut. Das Schlösschen ging im selben Jahr von der königlich württembergischen Kameralverwaltung in den Besitz der Kirchengemeinde über. Pfarrer Konstantin Frey gründete 1864 einen Kirchenbaufonds zum Bau einer „richtigen“ Kirche anstelle des Lyherschlösschens. Der Kirchenneubau wurde 1881 beschlossen.
Die ursprünglichen Pläne stammten von dem Sontheimer Werkmeister J. Eckert, jedoch erschien dem Ordinariat der Kostenvoranschlag für die Ausführung für zu teuer, so dass Eckert die Pläne reduzierte und man 1885 noch eine Revision der Pläne durch den Stuttgarter Oberbaurat Josef Morlock vornehmen ließ, der danach auch den Auftrag zur Erstellung komplett neuer Pläne erhielt, nach denen die Kirche dann 1886/87 auf den Grundmauern des alten Lyherschlösschens errichtet wurde. Die Kirche wurde am 12. April 1887 geweiht. Wenige Jahre später wurde auch noch das nahegelegene katholische Schulhaus erbaut.
Da die Wallfahrt zur Kirche an Himmelfahrt begangen wird, hat sich der Name Kirche Mariä Himmelfahrt im Ortsjargon eingeprägt und wurde von der Pfarrgemeinde so übernommen, wobei der ursprüngliche Name der Kirche Wallfahrtskirche Unserer Lieben Frau bzw. Liebfrauenkirche war.
Die Kirche hat den Zweiten Weltkrieg ohne größere Schäden überstanden, allerdings stellte Kreisbaumeister Lutz bei einer Untersuchung 1950 fest, dass die Kirche baufällig und einsturzgefährdet war. Die alten Fundamente des Lyherschlösschens waren auf Dauer für den massiven Kirchenbau zu schwach und die aus Kostengründen aus Feld- und Bruchsteinen sowie schlechtem Mörtel gemauerten Wände wiesen außerdem große statische Mängel auf. 1950/51 fand eine umfassende Sanierung statt, bei der die Außenwände verstärkt und der Chorbogen, die Fenstersituation im Chor sowie die Decke über dem Kirchenschiff verändert wurden. Anlässlich dieser Renovierung erhielt die Kirche einen neuen, von der Kirche auf dem Michaelsberg übernommenen Hochaltar. Ab 1955 fanden dann auch wieder größere Wallfahrten zu der Kirche statt.
Eine letzte umfangreiche Sanierung fand 1978 bis 1982 statt. Damals erhielten der Turm und das Kirchenschiff neue Dachdeckung, im Chor machte man die Fensterveränderung von 1950/51 rückgängig, der Hochaltar wurde restauriert und Sakristei- sowie Seiteneingang erhielten jeweils einen Windfang. Außerdem wurde der Chorbereich nach den Anforderungen moderner Liturgie umgestaltet. 2006/07 wurde der Glockenstuhl modernisiert.

## Ausstattung

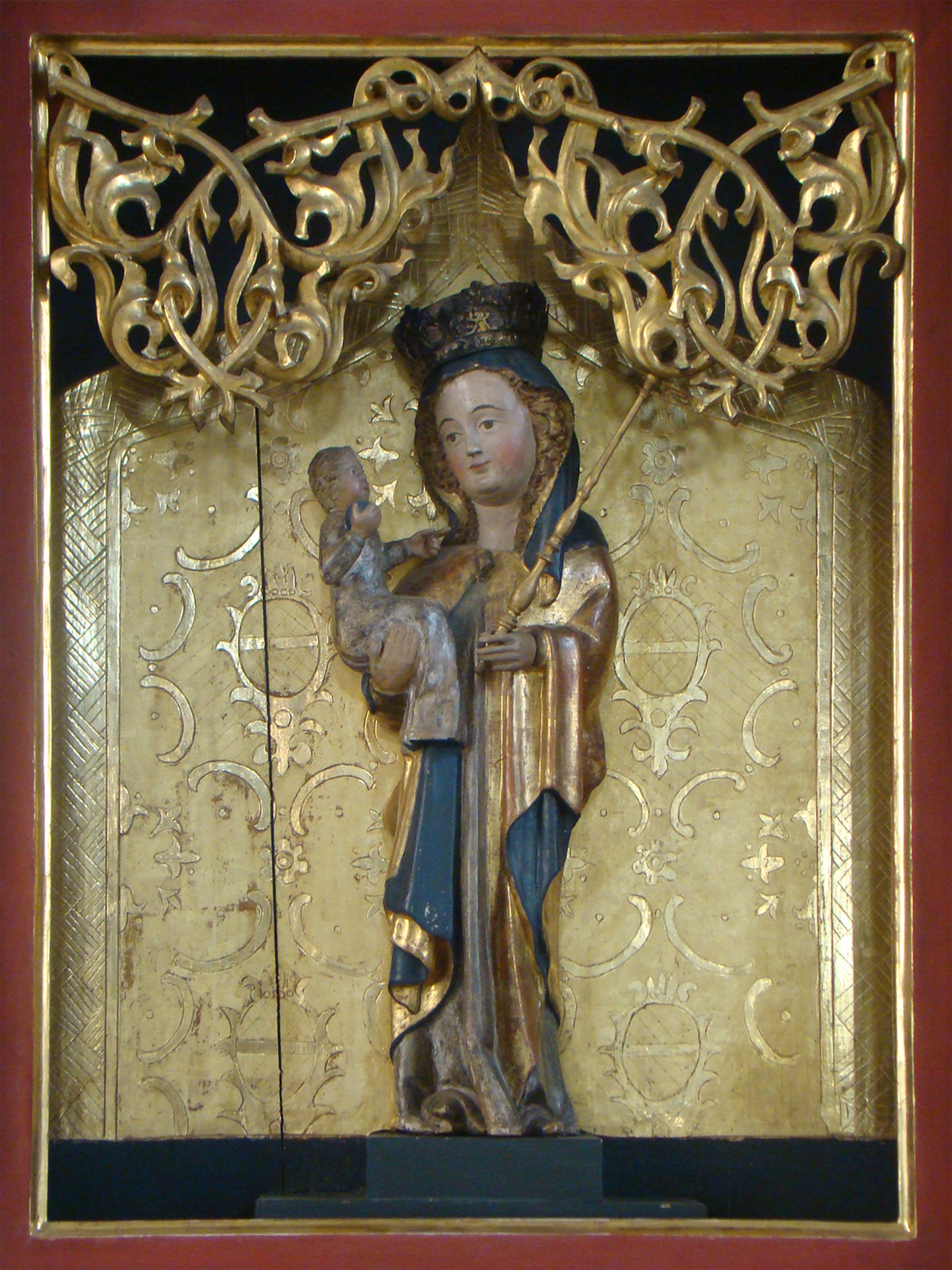
Talheimer Madonna aus dem 14. Jahrhundert

Bedeutendstes Kunstwerk in der Kirche ist ein barocker Muttergottesaltar mit einer alten Madonnenstatue aus der Mitte des 14. Jahrhunderts, die ursprünglich aus der Kilianskirche stammt und 1887 in den katholischen Neubau überführt wurde. 1951 wurde die Figur in den Muttergottesaltar gefügt, 1982 wurde sie letztmals restauriert, wobei keinerlei Freilegung oder Ergänzungen vorgenommen wurde. Die Figur der Maria ist im Gegensatz zu dem Kind nicht mehr original und wurde bereits im 15. Jahrhundert überarbeitet. Dabei dürfte die Figur der Maria auch die neue Übermalung erhalten haben: weißgraues Kleid, goldfarbener Mantel mit blauem Futter und einem Kopftuch. Auf dem rechten Arm trägt die weibliche Figur ein Kind, das eine Weltkugel trägt und mit der linken Hand auf die Frau deutet.
Auch einige barocke Skulpturen und ein barockes Ölgemälde, das den Heiligen Nepomuk zeigt, sind zu nennen. Die neugotischen Chorfenster wurden von der Stuttgarter Glasmalerwerkstatt Waldhausen & Ellenbeck geschaffen.
Die Orgel der Kirche wurde 1887 bei Walcker in Ludwigsburg gebaut und hatte anfangs wohl 11 Register bei zwei Manualen und einem Pedal. Mitte der 1960er Jahre wurde die Orgel erweitert. In den 1980er Jahren und 2004 schlossen sich Ausreinigungen und Überarbeitungen an, die auch jeweils eine Änderung des Klangbildes zum Ziel hatten. Die historischen Teile der Orgel (einzelne Register, die Kegellade sowie Teile der Spieltraktur) stehen unter Denkmalschutz.
Die ursprünglichen drei Glocken der Kirche wurden 1886 bei der Glockengießerei Bachert in Kochendorf gegossen. Die beiden kleineren dieser Glocken mussten im Ersten Weltkrieg zu Rüstungszwecken abgeliefert werden. 1920 konnte das Geläut wieder vervollständigt werden, doch 1942 mussten dann die zwei größeren Glocken des Geläuts abgeliefert werden, so dass noch die kleine Josefsglocke (150 kg, d‘‘) von 1920 verblieb. 1952 wurde das Geläut mit der Peter- und Paul-Glocke (266 kg, c‘‘) und der Marienglocke (447 kg, a‘) abermals vervollständigt. Die Marienglocke musste aufgrund eines irreparablen Risses 2006 eingeschmolzen werden. Zeitgleich schloss sich eine Sanierung des Glockenstuhls an. Zusätzlich zu einer neuen Marienglocke erhielt die Kirche 2007 mit der Christusglocke (808 kg, f‘) erstmals auch eine vierte Glocke.